# Drummond Shiels
Thomas Drummond Shiels (7 août 1881 - 1er janvier 1953) est un homme politique travailliste écossais.

## Biographie
Fils de James Drummond Shiels, photographe, et d'Agnès Campbell d'Édimbourg, il fait ses études à l'Université d'Édimbourg où il obtient son diplôme MB ChB. Avant d'obtenir son diplôme de médecine, il travaille comme photographe à Édimbourg.
Il est officier dans le Royal Scots en 1915 et sert lors de la Première Guerre mondiale avec la 9e Division (écossaise). Il est mentionné dans les dépêches et reçoit la Croix militaire  et la Croix de guerre belge. Il termine la guerre en tant que capitaine.
Il est membre du conseil municipal d’Édimbourg et député Labour pour Edinburgh East de 1924 à 1931. Il est Sous-secrétaire d'État à l'Inde en 1929 et Sous-secrétaire d’État aux Colonies de 1929 à 1931.
Il est membre et président principal de la Royal Medical Society et secrétaire adjoint de l'Association parlementaire du Commonwealth. Il est fait chevalier dans les honneurs d'anniversaire de 1939 pour son service en tant que président du Comité permanent mixte pour le travail éducatif des sociétés non politiques de l'Empire à Londres.
Il contribue au premier chapitre du British Commonwealth, une famille de peuples publiée en 1952.
Il est enterré avec ses parents près du coin sud-ouest des extensions ouest du cimetière Grange à Édimbourg.